# Mejía (municipalité)
Pour les articles homonymes, voir Mejía.
Mejía est l'une des quinze municipalités de l'État de Sucre au Venezuela. Son chef-lieu est San Antonio del Golfo. En 2011, la population s'élève à 14 300 habitants.

## Géographie

### Subdivisions
Selon l'Institut national de statistique et contrairement à la plupart des municipalités du pays, la municipalité de Bolívar ne comporte aucune paroisse civile.